# Kościuszkovo povstání
Kościuszkovo povstání (polsky Insurekcja kościuszkowska) byla vzpoura proti snaze Pruska a Ruska zcela rozložit a následně anektovat zbytek Polsko-litevské unie (později známé jako „Republika obou národů“). Odpor vedl generál Tadeusz Kościuszko, po němž je povstání pojmenováno. Povstání bylo vyhlášeno 23. března 1794 v Krakově. Zpočátku zaznamenalo jisté úspěchy, zakrátko však bylo tvrdě potlačeno ruskými a pruskými vojsky. Výsledkem bylo třetí a definitivní rozdělení Polska, které na 123 let ukončilo samostatnou existenci tohoto státu.

## Příčiny

### Úpadek Polsko-litevské unie

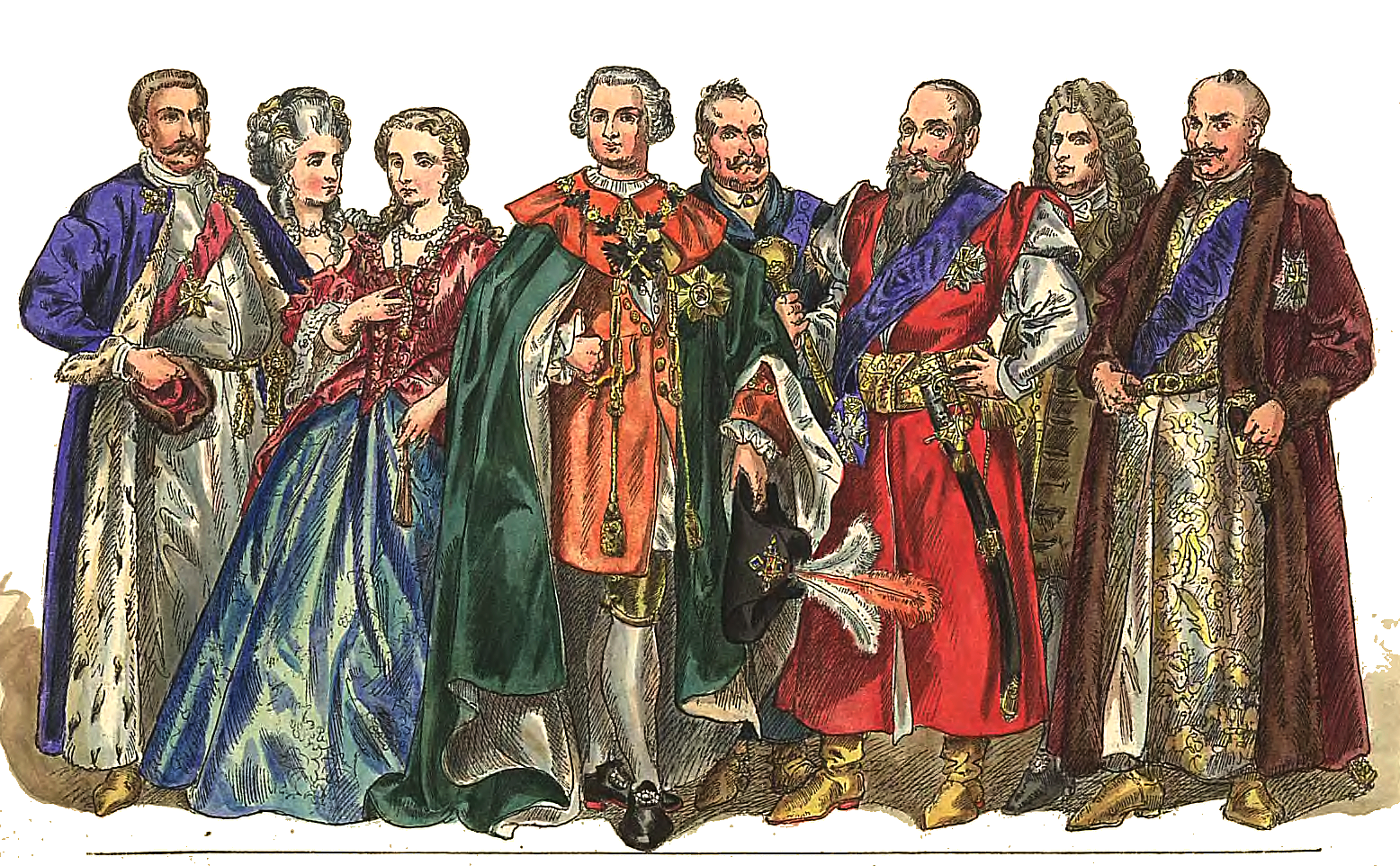
Polští magnáti na kresbě Jana Matejky

Dlouhodobým problémem Polsko-litevské unie byla rostoucí moc šlechty. Zhruba od začátku 18. století kontrolovali šlechtičtí magnáti politický i ekonomický vývoj. Zneužívali liberum veto, paralyzovali sejm a bránili jakýmkoli reformám, které by tyto jejich „zlaté svobody“ omezily. Pravomoci panovníka byly silně zredukované a pokud i sám panovník byl slabou osobností, šlechtě to vyhovovalo. To nahrávalo sousedním mocnostem. Prakticky od doby severní války byl vliv Pruska, Ruska a do jisté míry i Rakouska zásadním prvkem polské politiky. Především Rusko hledělo na úpadek Polsko-litevského státu se zalíbením a podporovalo místní šlechtické rody v jejich boji za udržení svých "práv". Polsko-litevská unijní armáda byla velmi slabá (okolo 20 000 vojáků) a nemohla se postavit na odpor vojskům Ruska (okolo 300 000), Pruska a Rakouska (každá okolo 200 000) v jakémkoliv větším konfliktu.
Pokusy o reformu tohoto zhoubného systému se sice objevovaly, ale narážely na odpor jak uvnitř unie, tak i u sousedních států. V roce 1768 vznikla tzv. Barská konfederace, jejímž hlavním cílem bylo vymanit stát z vlivu Ruska a posílit pozici katolictví. Konfederace však měla spoustu odpůrců jak doma tak v zahraničí. Výsledkem bylo vypuknutí občanské války, do níž se na straně protivníků Barské konfederace postavilo i Rusko. Ačkoliv se reformisté poměrně dlouho drželi, snažili se horlivou diplomacií získat spojence ve Francii, Sasku a Rakousku, nakonec podlehli převaze ruských vojsk vedených generálem Suvorovem. Vyústěním tohoto vývoje bylo první dělení Polska. V roce 1772 si Prusko, Rakousko a Rusko přivlastnily rozsáhlé oblasti polsko-litevského území. Argumentem k tomuto kroku byla údajná snaha zabránit totálnímu rozkladu státu, vnitřní a vnější nestabilitě, útlaku nekatolíků a kvazihistorické nároky na zabraná území.

### Snahy o reformu

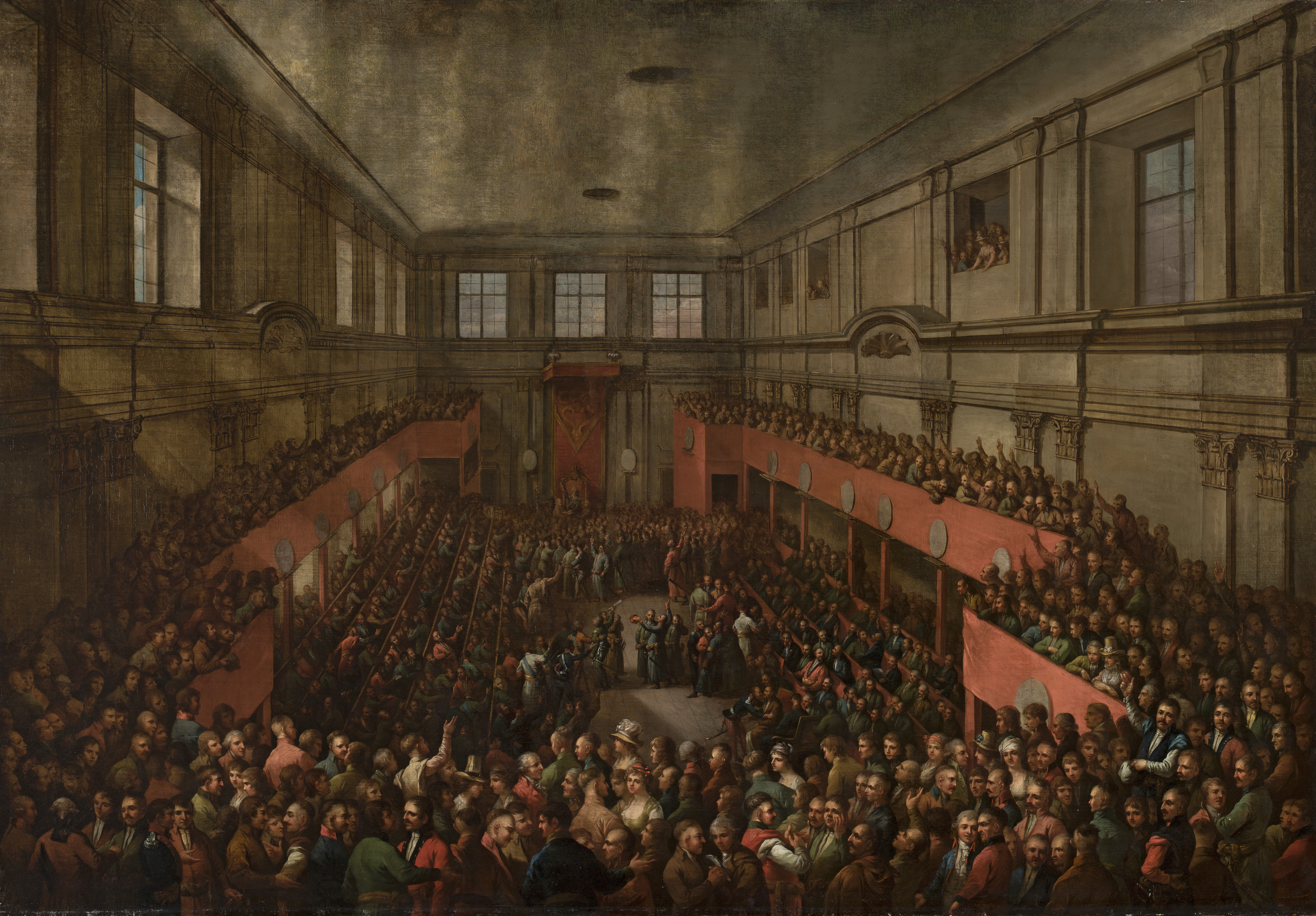
„Velký sejm“ (či Čtyřletý sejm) přijímá 3. května 1791 ústavu

Velká příležitost reformovat stát přišla během tzv. Velkého (neboli Čtyřletého) sejmu v letech 1788–1792. Sousedé Polska vedli různé války (rusko-turecká válka 1787–1792, rakousko-turecká válka 1787–1791, rusko-švédská válka 1788–1790) a byli tudíž zaneprázdněni. Unie uzavřela roku 1790 alianci s Pruskem, která vypadala, že zabezpečí Polsko před dalším ruským vměšováním. 3. května 1791 vydal sejm ústavu, která vzbuzovala velké naděje. Ta omezila moc magnátů - mj. rušila liberum veto, garantovala určitá politická práva měšťanstvu a mírnila nevolnictví (poskytla rolníkům ochranu státu).
Když se ruské vládnoucí kruhy dozvěděly o nové ústavě, rozzuřily se. „Z Varšavy přišla nejhorší možná zpráva: polský král se stal téměř nezávislým.“ reagoval jeden z předních úředníků ministerstva zahraničí Alexandr Bezborodko. Prusko ústava pobouřila natolik, že sdělilo polským diplomatům, že se již necítí vázáno dohodou z roku 1790, neboť polský stát se údajně tímto zcela změnil. Ani jeden ze sousedů si nepřál, aby ústava nastartovala Polsko k obrodě a posílení, obávali se mj. i případných budoucích nároků Polska na vrácení jimi uchvácených území.

### Druhé dělení Polska

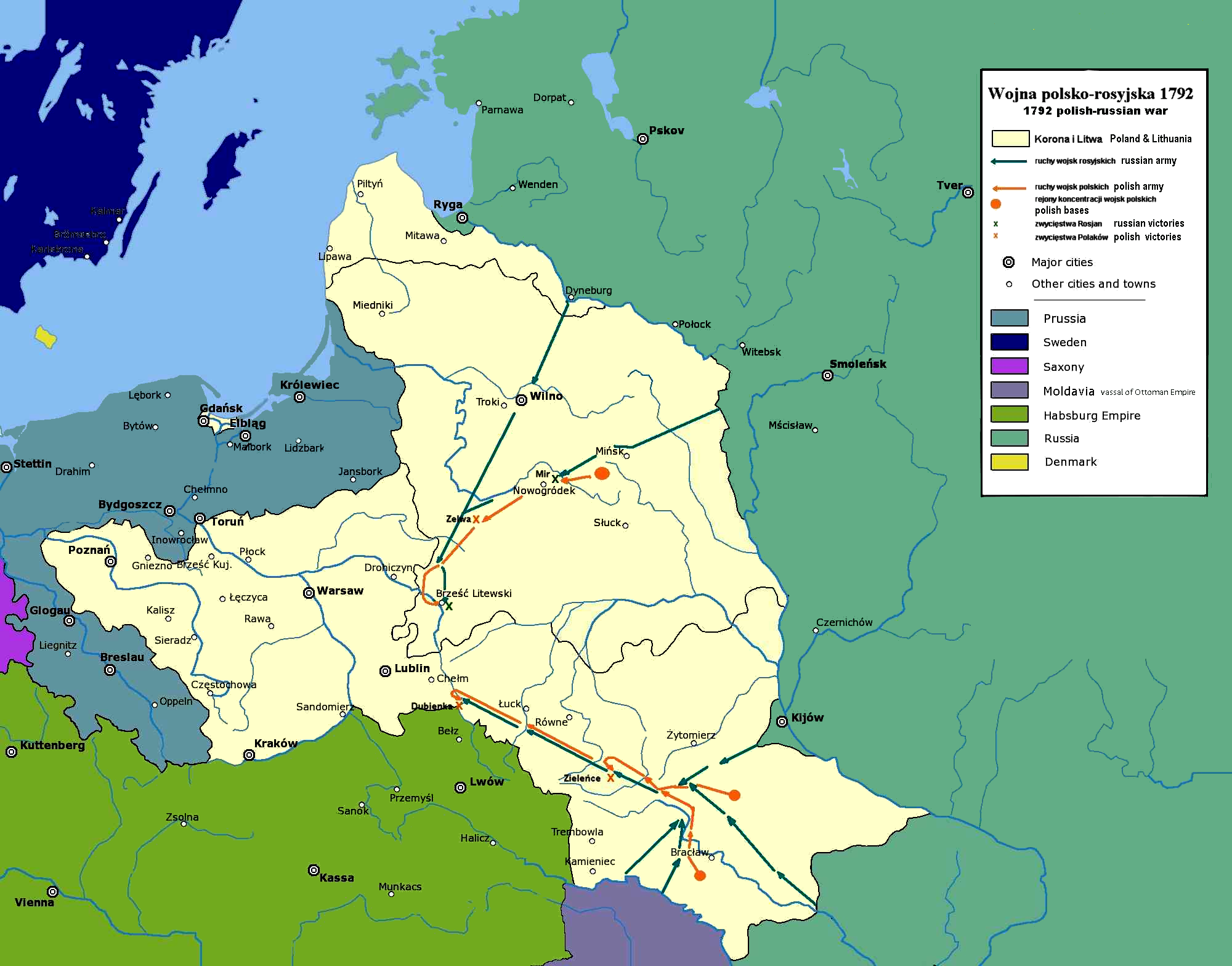
Rusko-polská válka 1792

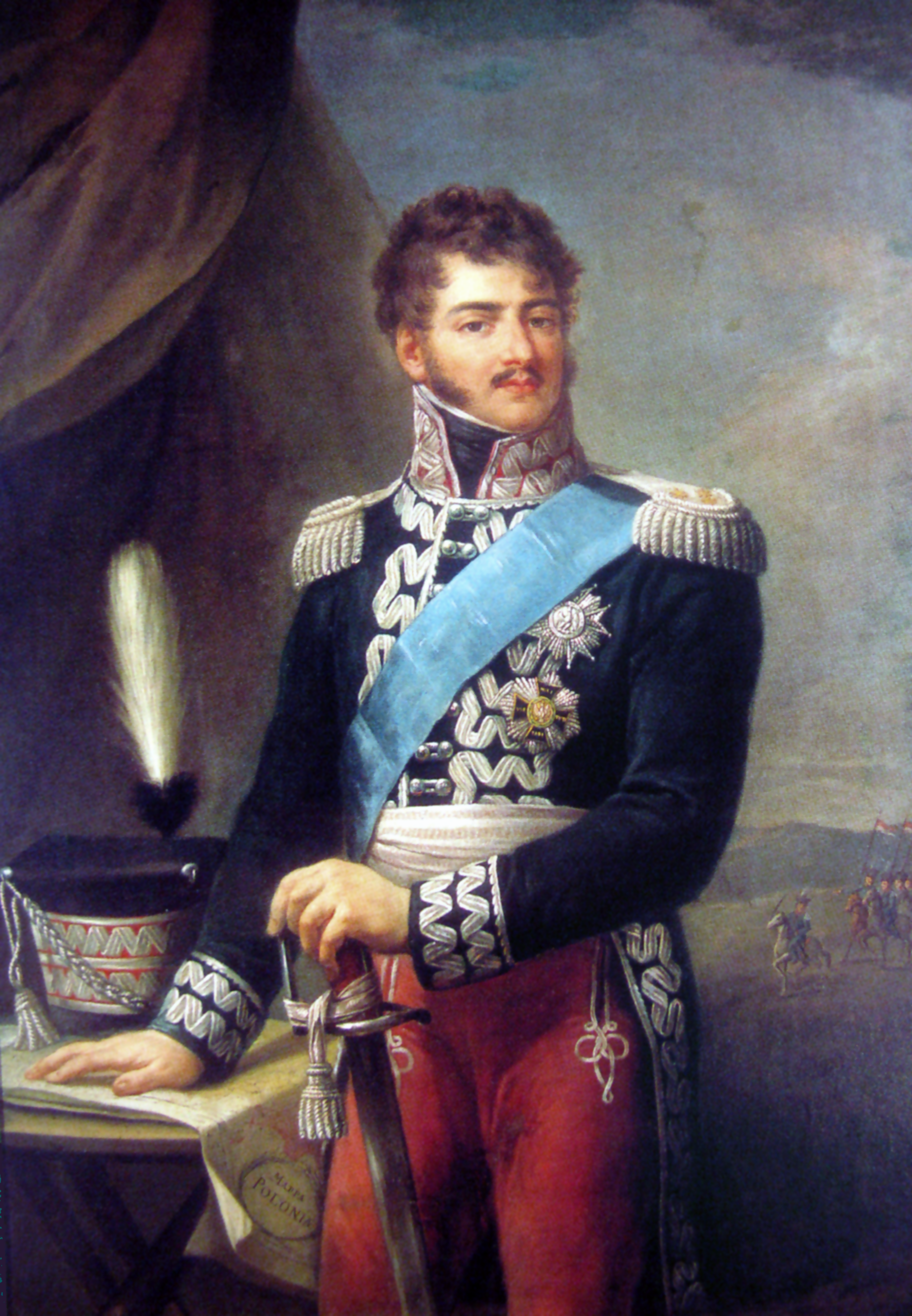
Kníže Józef Poniatowski, polský generál a synovec krále Stanislawa Augusta Poniatowskeho

Ústava vzbudila logicky nevoli i u části Poláků – zvláště u vysoké šlechty. Mnozí magnáti, především ti napojení na Rusko, byli proti od začátku. Výsledkem jejich odporu bylo zformování tzv. Targovické konfederace. Ta ve svém prohlášení připraveném pod pečlivým ruským dohledem v Petrohradu v lednu 1792 kritizovala ústavu jako nakaženou „demokracií, následující fatální příklad z Paříže, omezující základní práva a svobody šlechty a zavádějící do revoluce a převratu.“ Členové konfederace se ve svém prohlášení obrátili na ruskou carevnu Kateřinu II. jako na „spravedlivou panovnici, našeho spojence a přítele, který respektuje potřeby našeho národa na blahobyt a vždy nabízí pomocnou ruku.“ Tou pomocnou rukou byla v tomto případě vojenská intervence. 18. května 1792 vyhlásilo Rusko Polsku válku. V ten stejný den vstoupily ruské jednotky do Rzecypospolite. Polské jednotky vedli generálové Józef Antoni Poniatowski a Tadeusz Kościuszko. Proběhlo sice několik menších střetů, ale k žádné větší bitvě nedošlo. Válka skončila v červenci 1792 podpisem kapitulace polským králem Stanisławem Augustem Poniatowskim, jenž doufal, že se mu podaří vyjednat kompromis diplomatickou cestou.
Královy naděje však byly brzy zmařeny. Na podzim 1793 zasedl nový mimořádný parlament zvaný Sejm z Grodna (Sejm grodzieński), jenž probíhal plně pod kontrolou ruských sil. Ten anuloval ústavu z 3. května 1791 a odsouhlasil další dělení polského území, které již mezi sebou dojednali zástupci Ruska a Pruska. Rusku připadlo 250 000 km², Prusku 58 000 km². Ani to vítězným mocnostem nestačilo. Nezávislost zbylého území byla jen iluzorní, neboť se na něm usídlily jednotky ruské armády. Členové Targovické konfederace byli zcela oprávněně považováni většinou Poláků za zrádce.

### Příprava povstání

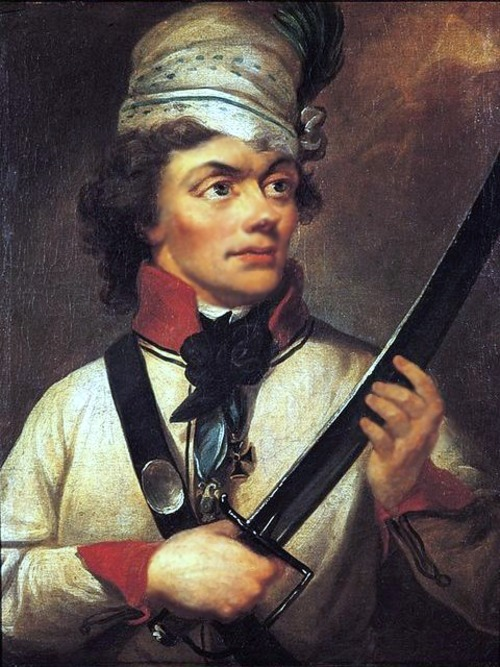
Polský generál a vlastenec Tadeusz Kościuszko

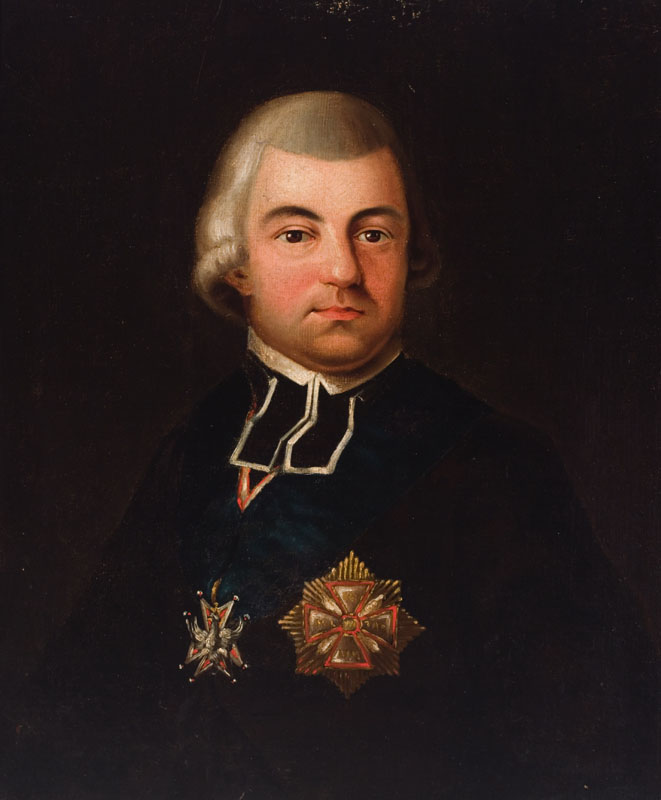
Hugo Kołłątaj – významný polský myslitel a osvícenec, jeden z architektů povstání

Polští armádní důstojníci považovali kapitulaci Polska ve válce z roku 1792 jako předčasnou. Tadeusz Kościuszko, kníže Józef Antoni Poniatowski a mnozí další kritizovali královo rozhodnutí a na protest rezignovali na své funkce. Počet vojáků polské armády byl nejprve snížen na 36 000 a posléze bylo Rusy povoleno jen 15 000 mužů, což vzbudilo odpor uvnitř armády. Nespokojenost se šířila. Kościuszko, který byl v Polsku nesmírně populární, neztratil ve válce ani jednu bitvu, tudíž pro něj kapitulace znamenala velkou ránu. Rozhodl se opustit Rzeczpospolitou a v prosinci 1792 se přesunul do Lipska, kde se formovala komunita složená z polských emigrantů. Spolu s dalšími, jako byli Ignacy Potocki, Hugo Kołłątaj a Ignacy Działyński, začali plánovat povstání proti ruské nadvládě nad Polskem. V zimě 1793 se vydal do Paříže, aby zkusil zajistit spojenectví, či alespoň podporu Francie. Představitelé revolucí zmítané Francie sice s Poláky sympatizovali, ale to bylo tak vše. Odtud pomoc čekat nemohli. V srpnu 1793 se Kościuszko vrátil do Lipska. Druhé dělení Polska právě probíhalo. Kościuszko byl realista, věděl, že povstání proti třem mocným sousedům má malou šanci na úspěch, přesto se rozhodl ujmout se tohoto nelehkého úkolu. V září 1793 překročil polské hranice, cestoval, mapoval situaci a kontaktoval nespokojené důstojníky a politiky. Měl v plánu začátek povstání zatím oddálit, vydal instrukci, která kolovala po Polsku a sám zatím odjel do Itálie, kde tajně vyjednával mj. i s představiteli Vatikánu. Nicméně situace v Polsku se rapidně zhoršovala. Rusové nařídili zredukovat polskou armádu a propuštěné jednotky zařadit do svých řad. Carští agenti objevili odbojové skupiny ve Varšavě, začalo zatýkání politiků a velitelů. V březnu 1794 se Kościuszko narychlo vydal do Krakova. Bylo potřeba začít jednat, bez ohledu na nedokončené přípravy.

## Průběh

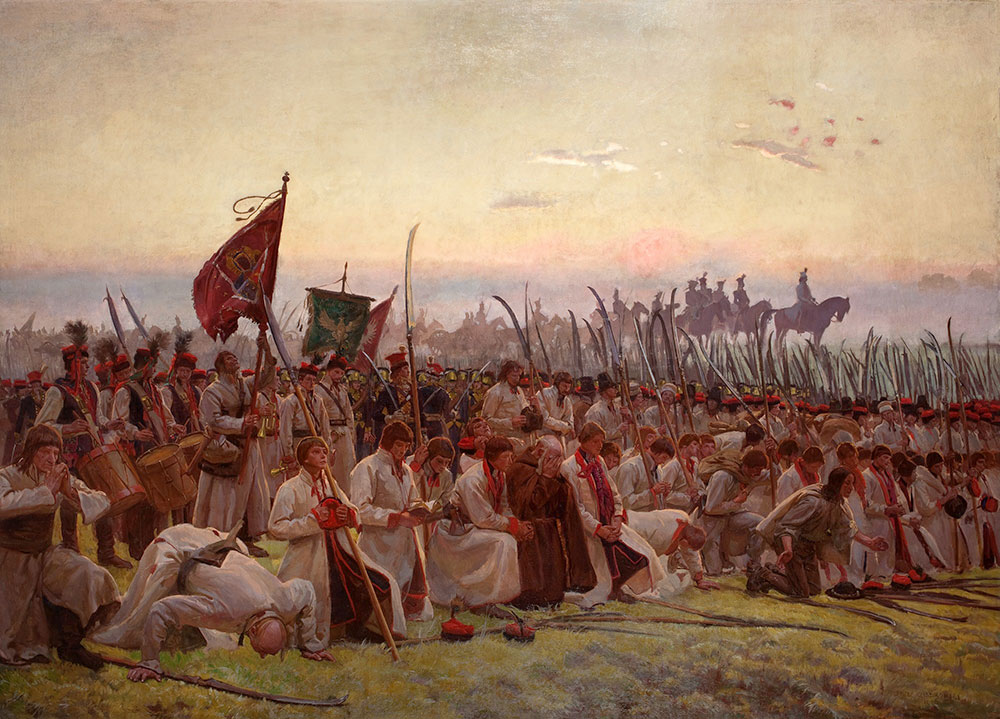
Kosynierzy před bitvou u Racławic

### Mobilizace polského národa
12. března 1794 odmítl generál Antoni Madaliński, velitel 1. velkopolské národní jezdecké brigády (1 500 mužů) rozkaz demobilizovat a začal přesouvat své jednotky z Ostrołęka do Krakova. Tento čin zažehl nepokoje a vzpoury proti ruským silám po celé zemi. Ruské jednotky umístěné v Krakově byly vyslány čelit Madalinskimu, což ponechalo město bez dozoru. 24. března 1794 vyhlásil Kościuszko na Hlavním krakovském náměstí všeobecné povstání, oznámil, že se staví do jeho čela a složil přísahu: „Já Tadeusz Kościuszko přísahám před Bohem celému polskému národu..., že nebudu nikoho utiskovat, budu bránit celistvost polských hranic, získám zpět národní nezávislost a posílím všeobecné svobody...“ Byl vyhlášen Akt povstání občanů a obyvatel krakovského vojvodství, k němuž se začali připojovat obyvatelé dalších polských měst. Text byl pravděpodobně formulován ještě v saské emigraci setrvávajícím Hugo Kołłatajem. Hlavním orgánem povstání se od května stala Nejvyšší národní rada, která sjednocovala původní místní odbojová centra.
Aby maximálně posílili slabou polskou armádu, vydali povstalci zákon o mobilizaci, který požadoval, aby každých 5 domů v Malopolsku poskytlo nejméně jednoho muže/vojáka vyzbrojeného palnou zbraní, píkou nebo sekerou a každých 50 domů jednoho jezdce. Teoreticky tak mohli shromáždit asi 100 000 pěšáků a 10 000 jezdců. Kromě této pravidelné armády bylo vyhlášeno zřízení milice. Do ní měli jít muži ve věku 18-28 let, kteří se nedostali k pravidelné armádě. Z důvodu nedostatku kvalitní moderní výzbroje vznikly oddíly vyzbrojené kosami nazývané kosynierzy. Dále byla zavedena daň, aby si velení povstání zajistilo alespoň nějaký počáteční pravidelný příjem, tiskly se papírové bankovky a mnozí bohatší lidé dávali do povstalecké pokladny peníze a šperky. Povstalcům bylo jasné, že nemohou uspět proti třem okolním mocnostem naráz, a proto se již před začátkem povstání snažili veškerými možnými diplomatickými cestami zajistit neutralitu Rakouska i Pruska.

### Polské úspěchy
Jakmile se o nepokojích dozvěděla carevna Kateřina II., nařídila sboru generálmajora Fjodora Děnisova zaútočit na Krakov. 4. dubna 1794 se polská (cca 5 000) a ruská (cca 3 000-4 000) vojska střetla u vesnice Racławice. Došlo k prudkému boji, v němž polští vojáci, ač hůře vyzbrojení, zvítězili. Rusové ztratili asi 800-1000 mužů, Poláci 100-250. Vítězové ukořistili i několik děl. Ačkoliv strategický význam vítězství nebyl velký, poražené ruské jednotky byly dále schopny operačního nasazení, ohlas bitvy byl zásadní. Zpráva se rychle roznesla a mnoho Poláků se následně připojilo k řadám povstalců. Polské jednotky shromážděné v oblasti Volyně, jež měly být poslány do Ruska a začleněny do tamní armády, se připojily ke Kościuszkovým silám.

### Povstání ve Varšavě

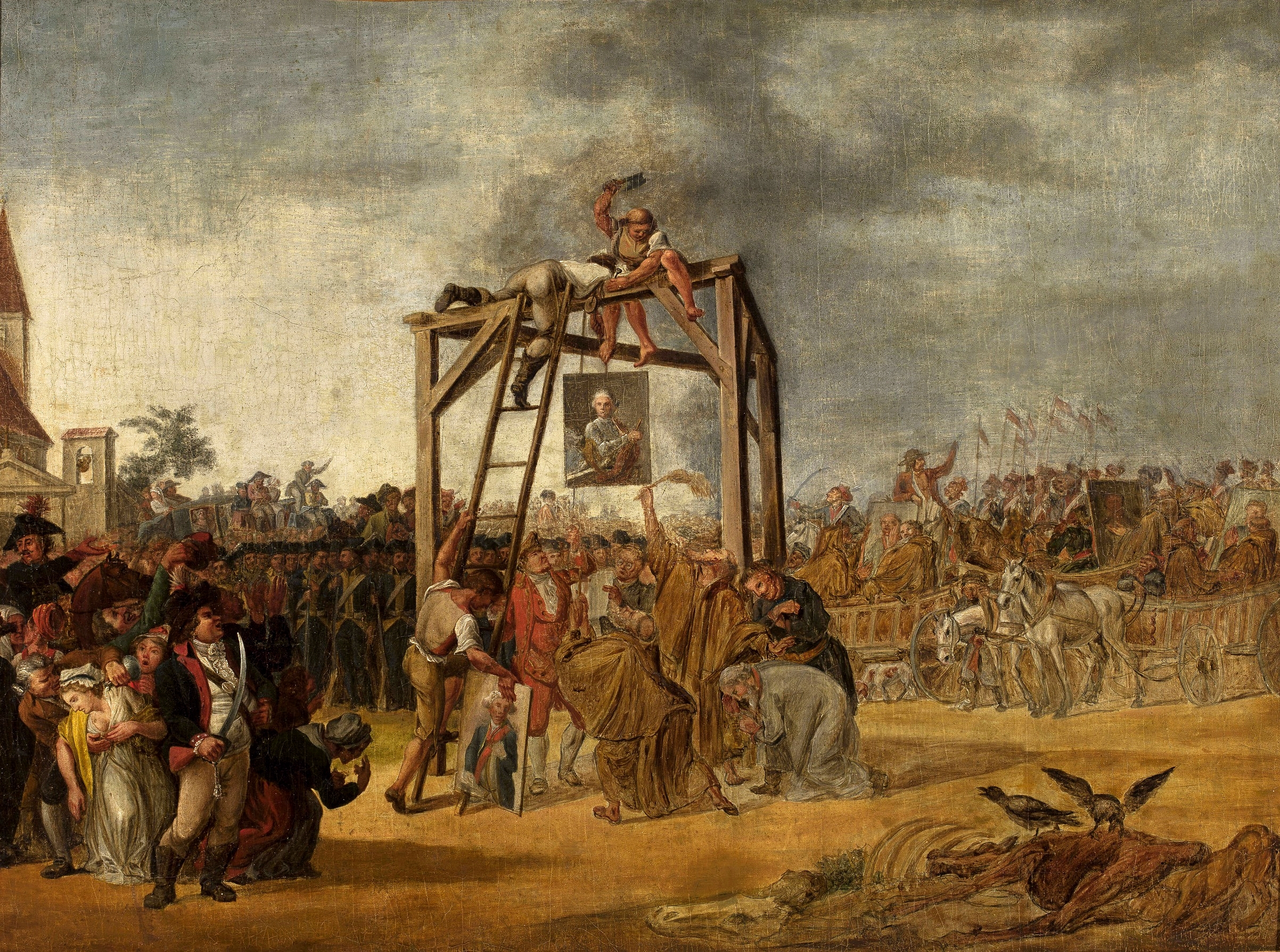
Zrádci z Targovické konfederace byli veřejně věšeni nejen fyzicky ale i symbolicky – když se je nepodařilo dopadnout, „pověsili“ jejich portréty

Tou dobou se ruské jednotky umístěné ve Varšavě pokusily odzbrojit polskou vojenskou posádku, což vyústilo v povstání Poláků pod vedením Jana Kilińskiho. Povstalcům nahrála neschopnost ruského velitele Josifa Igelströma a fakt, že mnoho ruských vojáků šlo neozbrojeno do kostela na svaté přijímání v rámci oslav Svatého týdne. Akce začala ve čtvrtek 17. dubna 1794 a kromě vojáků se do povstání zapojilo množství civilních obyvatel. Došlo k prudkým pouličním bojům, při nichž ruské jednotky ztratily 2 000-4 000 mužů a po dvou dnech se zbytek z původně osmitisícové okupační posádky musel stáhnout z města. K podobnému povstání došlo i v dalších polských městech. Masakr neozbrojených ruských vojáků jdoucích slavit velikonoční svátek považovali Rusové za zločin proti lidskosti, jenž je potřeba krutě ztrestat.

### Povstání na Litvě

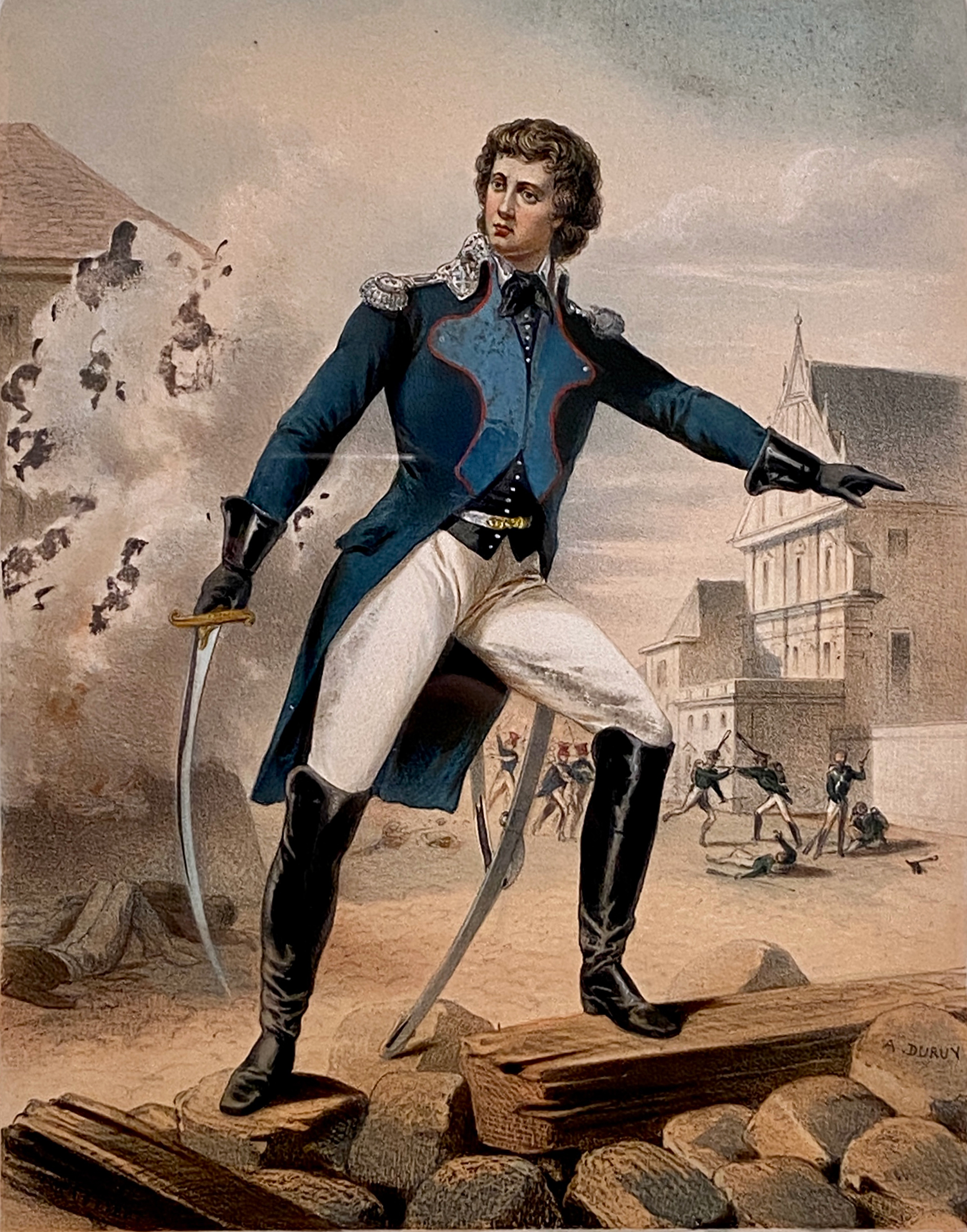
Jeden z radikálních vůdců povstání ve Vilně a posléze ve Varšavě, Jakub Jasiński

Povstání na Litvě začalo ve Žmudi, kde nebyly přítomné žádné ruské posádky. Do čela se postavili Antoni Chlewiński a Jakub Jasiński. V noci z 23. na 24. dubna 1794 pak došlo k převratu i ve Vilně. Ruská posádka byla pobita, zajata nebo donucena opustit město. Byl vyhlášen Akt povstání litevského národa. Hlavní podíl na akcích mělo litevské vojsko, měšťanstvo a městský plebs, jen z malé části šlechta a rolníci. Povstání zpočátku probíhalo mimo kontrolu Kościuszka a vedení polské odnože vzpoury a bylo velmi radikální. Otevřeně se hlásilo k jakobinismu a již 25. dubna zde byl popraven první zrádce. V červnu byl ale Jasiński donucen opustit Vilno a přemístit se do Varšavy. Radikalita hnutí zde byla oslabena a ústředí tak získalo větší kontrolu nad litevskými událostmi. Nicméně i kvůli tomu se ve Varšavě posílily levicové aspekty povstání a zostřily se vnitropovstalecké spory.

### „Uniwersał Połaniecki“

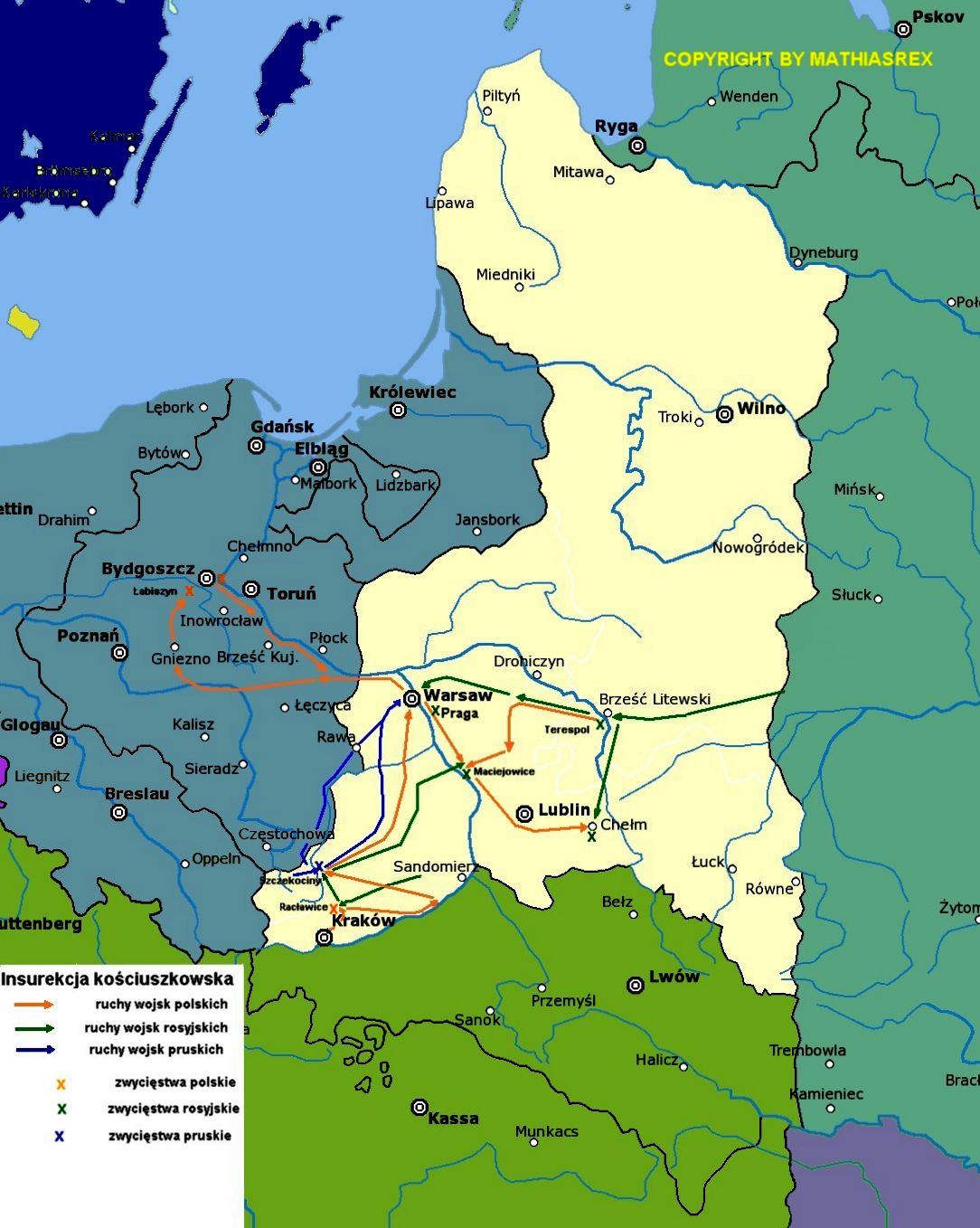
Mapa povstání

7. května vydal Kościuszko zákon známý jako „Uniwersał Połaniecki“ (Połaniecká proklamace), v němž omezil nevolnictví, s příslibem jeho úplného zrušení, garantoval občanská práva všem rolníkům a zaručil jim státní ochranu před zvůlí ze strany šlechty. Rolníkům, kteří vstoupí do armády, garantoval zrušení nevolnictví. Ačkoli zákon nenabyl faktické účinnosti a byl navíc bojkotován částí šlechty, nalákal mnoho rolníků do armády a stal se jakýmsi symbolem povstání. Bylo to poprvé v dějinách Polska, kdy se rolníci měli oficiálně stát součástí národa, což bylo dříve vyhrazeno téměř výhradně šlechtě.

### Rusko a Prusko útočí

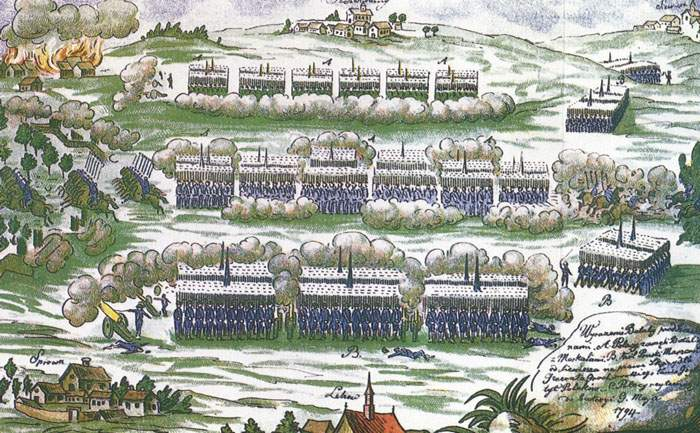
Bitva u Szczekociny na dobovém náčrtku

Navzdory příslibům reforem, nabíráním rolníků do armády, nadšení a prvotním úspěchům, byla strategická situace Polska špatná. Kościuszkovi se sice podařilo shromáždit během poměrně krátké doby více než 15 000 mužů do své hlavní armády, ale převaha protivníků byla drtivá. Kościuszko doufal, že Prusko zůstane neutrální, ale nestalo se tak. Polský boj za svobodu národa, garance práv rolníkům a snaha o demokratizaci, to vše dráždilo Prusy stejně jako Rusy. 10. května překročilo hranice 17 500 pruských vojáků vedených generálem Francisem Favratem. Později se do čela armády postavil samotný král Fridrich Vilém II. Pruské vojsko se připojilo k 9 000 ruským vojákům operujícím v severním Polsku, jimž veleli Fjodor Děnisov a Ivan Fersen. Kościuszko se 6. června pokusil tuto armádu zastavit u Szczekociny. Tentokrát se však projevila převaha pravidelné armády vyzbrojené množstvím kanónů. Ruské a pruské dělostřelectvo způsobilo polské pěchotě těžké ztráty, a i když se Poláci bili statečně, pravidelné jednotky jezdectva a pěchoty vítězství dokonaly. Celkem Poláci ztratili asi 1 250 mrtvých, včetně několika generálů a hrdiny od Raclawic Bartosze Głowackiho. Zraněných bylo přes 700, mezi nimi i samotný Kościuszko. 500 mužů bylo zajato. Rusové a Prusové přišli asi o 1 000 vojáků zabitých a o něco menší počet zraněných. Dva dny nato byla malá polská armáda, kterou vedl generál Józef Zajączek, zdecimována v bitvě u Chelmu. Z 6 000 mužů ztratili Poláci asi 1 500, ruské síly jen zhruba 200. Zbylé polské útvary se většinou stáhly do Varšavy, kterou začaly opevňovat. 15. června obsadili Prusové Krakov a v červenci obklíčily ruské a pruské jednotky Varšavu. Nicméně v srpnu vypukly nepokoje ve Velkopolsku a obě armády obléhání přerušily.

### Zásah Rakouska
Rakousko se znepokojením sledovalo situaci v Polsku. Tentokrát nehodlalo zůstat stranou, jako při druhém dělení. 30. června 1794 vstoupil rakouský sbor do vojvodství krakovského, sandoměřského a lublinského. 7. července obsadil Lublin.

### Dobývání Polska

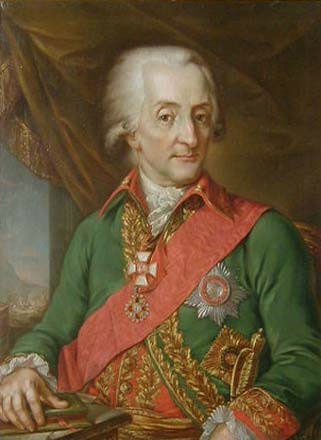
Ruský velitel Ivan Fersen, jeden z hlavních potlačovatelů povstání (portrét z roku 1795)

V létě 1794 potlačila ruská armáda povstání v Litvě - Vilnius kapituloval 12. srpna. Naproti tomu povstání ve Velkopolsku dosáhlo jistých úspěchů. Polské sbory vedené Janem Henrykem Dąbrowskim pronikly k Pruskem obsazené Bydhošti a 2. října ji obsadily. Dąbrowského útvary postupovaly velmi rychle, vyhnuly se obklíčení pomalejší pruskou armádou a donutily Prusy opustit centrální Polsko. Trvalejších zisků však Poláci nedosáhli.
Rusové mezitím nasadili další sbor, kterému velel osvědčený generál Alexandr Vasiljevič Suvorov. Poláci se ho sice pokoušeli zastavit při postupu do centrálního Polska, ale utrpěli v září 1794 několik porážek (bitva u Krupčic a bitva u Terespolu). Suvorov pokračoval v postupu na Varšavu. Měl v úmyslu spojit se s jednotkami Fjodora Děnisova a Ivana Fersena. Kościuszko věděl, že pokud se ruské armády spojí, bude prakticky nemožné je porazit. Rozhodl se proto co nejrychleji napadnout a zničit Děnisova a Ferzena a následně se pokusit zastavit Suvorova. 10. října se polská a ruská vojska střetla v bitvě u Maciejowic (česky Matějovice, vesnice asi 80 km jihovýchodně od Varšavy).

#### Zajetí Kościuszka

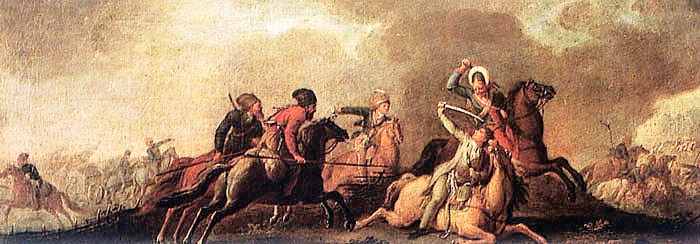
Kozáci útočí na Tadeusze Kościuszka v bitvě u Maciejowic (Matějovic)

Tadeusz Kościuszko měl k dispozici jen 6 300 mužů, ale přesto se rozhodl čelit ruskému sboru, který byl téměř dvakrát silnější. Doufal, že ho ještě posílí útvar o 4 000 vojácích, který vedl Adam Poniński, ale to se vinou zpoždění poslů (nebo zrady?) nestalo. Poláci se snažili vybudovat obranná postavení u vesnice Maciejowice. Velitelství si zřídili v zámku Podzamcze. Rusové v noci překročili Vislu a začali svůj útok 10. října ráno. Rozpoutala se krvavá řež, která trvala několik hodin. Ačkoli Poláci bojovali neobyčejně srdnatě, postupně se projevila ruská převaha ve všech druzích zbraní. Polské artilérii došla munice, jízda nevydržela nápor kozáků. Ruské dělostřelectvo zmasakrovalo kartáčovou palbou i poslední zoufalý útok kosynierow. Jízda v panice opustila bojiště, ale pěchota rozdělená na skupiny se bránila až do odpoledne. Kościuszko, pod nímž padlo několik koní, byl zraněn ranou šavlí do hlavy, probodnut kopím a nakonec zajat kozáky. Údajně zvolal „Finis Poloniae“ (Konec Polska; pravděpodobně jde jen o legendu) a pokusil se zastřelit, ale pistole nevystřelila. Krátce po bitvě dorazil Poniński se svými vojáky, ale když zjistil, že je po všem, stáhl se k Varšavě. Celkem ztratili Poláci 4 000 mužů, Rusové 2 300. Kościuszkovi nedával ruský polní felčar příliš nadějí na přežití, ale polský hrdina se uzdravoval nezvykle dobře. Byl proto eskortován do Petrohradu a uvězněn.

### Boj o Varšavu

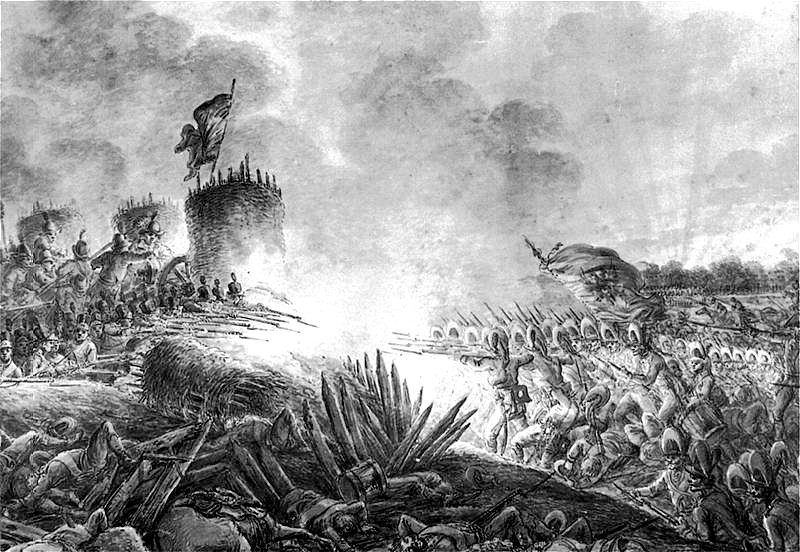
Obrana Pragi

Novým velitelem vojenských jednotek se stal Tomasz Wawrzecki, zatímco politickou moc měl generál Józef Zajączek (1752-1826). Ačkoliv ve velmi svízelné situaci, probíhaly i v hnutí odporu vnitřní boje. Hlavními soupeři byli polští jakobíni, umírněná pravice a monarchistická šlechta v čele s králem, který hrál doposud v událostech povstání jen malou roli. K těmto vnitřním rozporům docházelo prakticky od začátku, ale teď měly obzvláště destruktivní účinky. I to byla jedna z příčin, proč obránci nedokončili opevňování města. Sbor generála Henryka Dąbrowského mezitím opustil Velkopolsko a stáhnul se do Brochówa nad Bzurou, asi 60 km západně od Varšavy. Rozhodl se neposílit městskou posádku, aby polská armáda nebyla umístěná jen na jednom místě a nutila Prusy a Rusy operovat odděleně. To se však ukázalo jako neprozíravé a v podstatě zbytečné. Ruská armáda byla dostatečně silná a mohla se soustředit na rozhodný útok na hlavní město.
Ruské jednotky dosáhly 3. listopadu předměstí a okamžitě zahájily dělostřeleckou palbu na obránce. Polští velitelé předpokládali, že se jedná o začátek dlouhého obléhání, ale Suvorov zvolil jinou taktiku. 4. listopadu brzy ráno proklouzli ruští vojáci v tichosti co nejblíže k polským pozicím a zaútočili - začala bitva o Varšavu. Útok směřoval na čtvrť Praga, což bylo ještě donedávna samostatné město. Poláci disponovali asi 13 až 14 000 vojáky a několika tisíci dobrovolníky a milicí. Některé zdroje uvádějí, že šlo celkem až o 30 000 mužů. Rusové naproti tomu útočili s dobře vybavenou pravidelnou armádou o síle 23 000 mužů v čele s vynikajícím velitelem Suvorovem. Prudká bitva trvala jen čtyři hodiny. Rusové zcela ovládli bojiště. Část vojáků spolu s lehce zraněným Józefem Zajackem se stáhla do Varšavy na levý břeh Visly. Poláci ztratili asi 6 000 vojáků včetně Jakuba Jasińského.

#### Rzeź Pragi

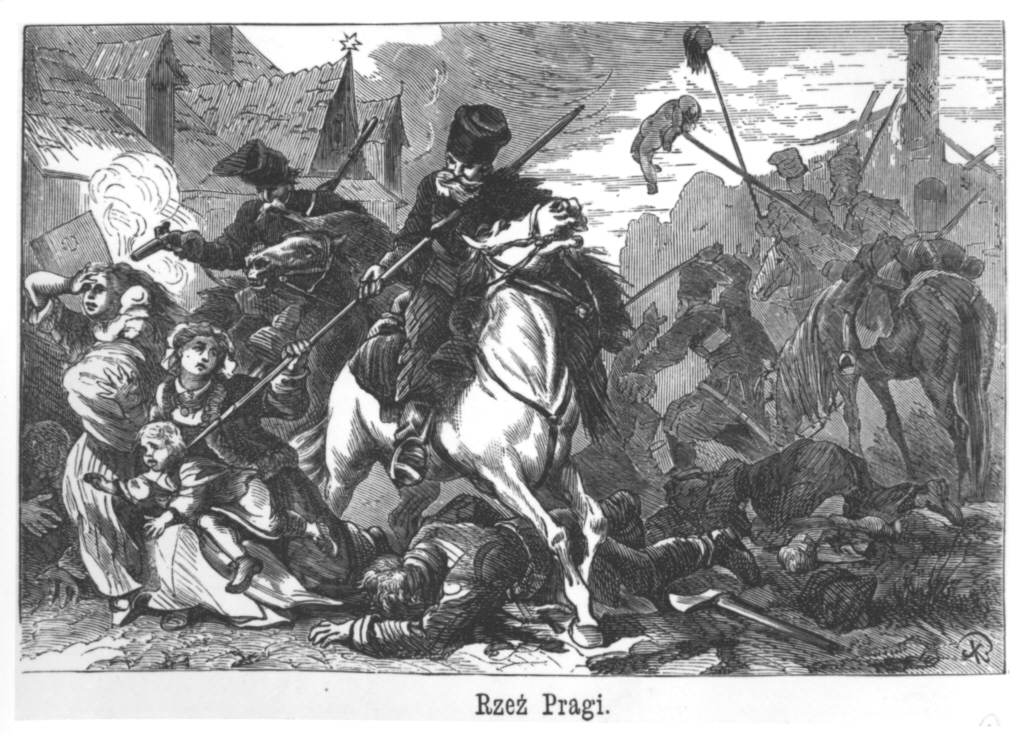
Rzeź Pragi na dřevorytu z 19. století

Jakmile skončila bitva o Pragu, začali se ruští vojáci částečně mstít na civilním obyvatelstvu. Tyto události vešly ve známost jako „Rzeź Pragi“. Suvorov zřejmě vydal nařízení jak se chovat k zajatcům a zároveň aby byli ušetřeni ti, kdo se povstání proti koruně neúčastnili, a také aby byly ušetřeny ženy a děti. Rusové porušili Suvorovův rozkaz a začali řež, dále ospravedlňovali tuto akci jako pomstu za masakr neozbrojených vojáků, kteří šli o Velikonocích v dubnu 1794 do kostela. Během drancování se mstili nejen vojáci carské gardy ale i záporožští kozáci. Suvorov nechal mezitím strhnout most, který spojoval Pragu a levobřežní Varšavu. aby ušetřil zbylé části Varšavy před nelítostným řáděním svých vojáků a aby se plenění nerozšířilo na většinu města, stejně jako požár který se začal v dřevěné Praze rychle šířit. Výsledkem den a noc trvajícího řádění soldatesky bylo mnoho tisíc mrtvých (obvykle se udává 7 000 až 20 000) civilistů. Ovšem většina zajatých vojáků i ozbrojených civilistů bylo po bitvě propuštěno do svých domovů. Sám Suvorov napsal, že „celá Praga byla posetá mrtvými těly, krev tekla proudem.“

### Konec bojů

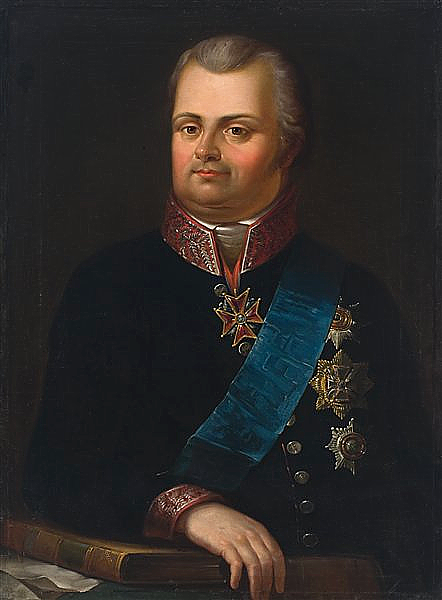
Tomasz Wawrzecki – nejvyšší velitel povstaleckých vojsk po zajetí Kościuszka

Zbylé polské jednotky byly demoralizované a do 8. listopadu buď opustily Varšavu nebo se vzdaly. 9. listopadu vstoupila ruská armáda do levobřežní Varšavy, den předtím obsadily rakouské jednotky Radom. 16. listopadu kapitulovaly před generálem Fjodorem Děnisovem zbytky polských vojsk vedené Tomaszem Wawrzeckim u Radoszyc. Povstání skončilo.

## Důsledky

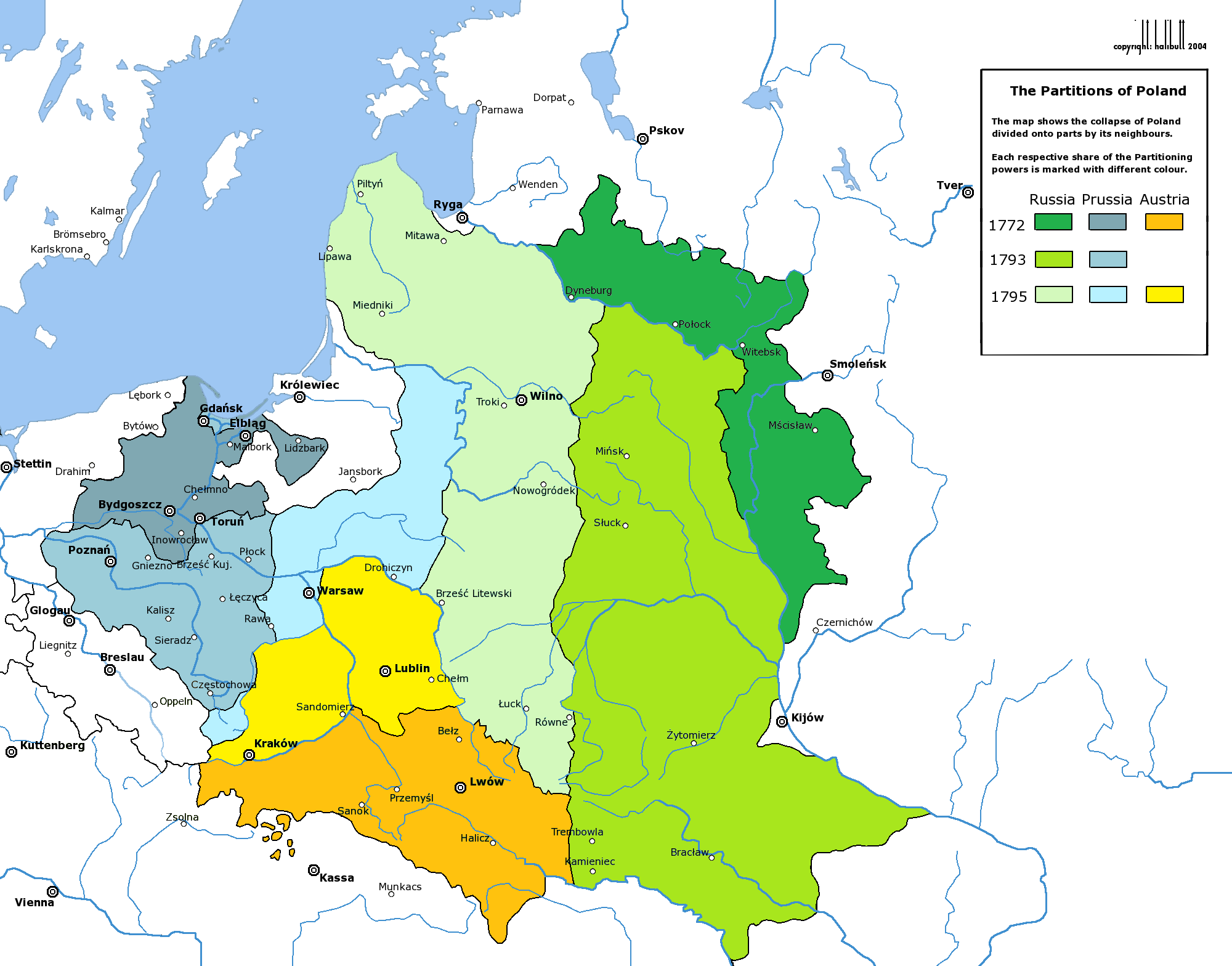
Mapa dělení Polska

### Třetí dělení Polska
Bezprostředním důsledkem prohraného povstání bylo třetí a na 123 let definitivní rozdělení Polska (pomineme-li krátkou existenci "kvazisamostatného" Varšavského knížectví za napoleonských válek). Vítězné mocnosti se rozhodly, že vymažou toto „hnízdo nepokojů“ z mapy. V říjnu 1795 se sešli diplomaté Ruska, Pruska a Rakouska a dojednali základní podmínky rozdělení. Formální dohoda byla podepsána až 26. ledna 1797 v Petrohradě. Rusko opět získalo největší území, nicméně počtem obyvatel si byly rozdělené oblasti téměř rovny. Tentokrát ani nebylo třeba, aby si mocnosti vynutily souhlas s dělením na nějaké loutkové vládě, jakákoliv polská státnost a tím i politická reprezentace již nebyla více uznávána. Polský král Stanislaw Poniatowski byl donucen abdikovat a stal se faktickým zajatcem Kateřiny II.

### Některé důsledky povstání a vliv na další vývoj
- Povstání představovalo jeden ze zásadních mezníků ve vývoji k modernímu polskému a částečně i litevskému národu. Do té doby byl pojem národ spojován prakticky výhradně se šlechtou, ale díky povstání začali být za součást národa považováni i měšťané, městský plebs a zčásti i venkované. Nicméně národ byl nadále vnímán především státně a nikoliv etnicky.[19]
- Mnoho Poláků aktivních za povstání odešlo do emigrace a tvořilo páteř polského exilu na začátku 19. století. Sám Kościuszko byl propuštěn z vězení nově nastoupivším carem Pavlem I. v roce 1796, poté co složil slib věrnosti (který ale nedodržel), a dožil v emigraci.[20]
- „Uniwersał Połaniecki“ měl zásadní vliv na rozvoj polského levicového myšlení a hnutí.
- Navázání značných pruských sil v Polsku pomohlo Francouzům odrazit intervenční armády.
- Ekonomický rozvoj polských oblastí, především těch okupovaných Rusy byl značně zpomalen. Většina stávajících manufaktur byla zavřena. Několik bank zkrachovalo. Dlouholeté obchodní vazby byly zpřetrhány.
- Školský systém byl zrušen, došlo ke germanizaci a rusifikaci. Na druhou stranu to umožnilo rychlejší šíření myšlenek osvícenství, především z vyspělého německého kulturního okruhu.
- V ruských oblastech bylo znovu zavedeno nevolnictví. Rolníci byli často bičováni jen při zmínce jména Kościuszko, či při jakýchkoliv stížnostech na své povinnosti.
- Rusové zavedli rozsáhlé odvody do své armády především z okupovaných oblastí.
- Šlechta zapojená do povstání přišla o svůj majetek, který připadl státu nebo cizím šlechtickým rodům.
- Pro pravoslavné poddané, kteří žili především na Ukrajině, mělo dělení jeden pozitivní efekt - přestali být šikanováni svými katolickými pány kvůli náboženství.